# The New Story
I The New Story sono stati un gruppo musicale pop punk italiano.

## Storia del gruppo
Nata alla fine del 2005 dalle ceneri degli "storici" N.Flunders (band fondata nel 2000), la "mitica" band lombarda, precisamente delle provincie di Como/Milano, è originalmente composta da Gabriele Dagrezio (Johnny), Alessandro de Meo, Fabio Berlusconi e Daniele Prete. Il debutto avviene con l'album Untold Stories, uscito in Italia nell'aprile 2006 su etichetta Freshman Records, distribuito da Ammonia Records/Edel. A maggio l'album è stato messo in vendita in Giappone su Kick Rock Music, mentre in Inghilterra è stato pubblicato a luglio dalla Lockjaw Records.
Il tour promozionale a supporto del disco inizia il 15 aprile 2006 con il release party al Circolone di Legnano, in compagnia degli amici 7Years.
Dopo l'Italia è la volta del tour europeo, che porta la band ad esibirsi numerose volte in Belgio, Germania, Austria, Paesi Bassi, Spagna, Francia, Inghilterra e Lussemburgo.
Nel luglio 2006 la band parte per un tour promozionale in Giappone, esibendosi nelle città di Tokio, Osaka e Nagoya.
I The New Story vengono inoltre scelti per supportare le date italiane di Angels And Airwaves, My Chemical Romance e 30 Seconds To Mars. Durante il tour Daniele lascia la band sostituito da Matteo Malvica.
La band gira i primi due video, tratti dai brani Streetlights e Blind con il regista Stefano Bertelli. Il primo video entra in rotazione su tutti i canali musicali di Sky (tra cui Rock TV e Match Music) e appare anche nel programma Superock di MTV Italia e viene trasmesso diverse volte su MTV Japan.
Con il videoclip di Blind, The New Story entrano nella playlist del programma Total Request Live su MTV dal luglio 2006 e rimangono nella top 10 fino al mese di ottobre, raggiungendo la posizione numero 2 in classifica. Intanto, a settembre Untold Stories esce anche nel resto d'Europa su etichetta Rude Records.
La nuova esposizione mediatica del gruppo grazie a Blind attira l'attenzione della major EMI (attraverso la controllata Virgin Records) che mette sotto contratto The New Story nell'ottobre 2006 e ristampa immediatamente il disco con il proprio marchio. Dopo una breve parentesi nella classifica di TRL di Streetlights, The New Story tornano nel gennaio 2007 con il loro terzo video More Than Life (sempre tratto dall'album Untold Stories). Anche il nuovo singolo viene trasmesso da diversi network televisivi e da diverse radio. Il video raggiunge la prima posizione nella chart di TRL per la prima volta il 30 gennaio 2007.
Grazie al successo ottenuto, la band ottiene una nomination nella categoria Best New Artist ai TRL Awards del 2007, in cui si classifica seconda alle spalle dei 30 Seconds To Mars.
Il 30 novembre 2007, esce il loro secondo album prodotto dall'inglese Steve Lyon: Different Ways. Contiene 12 tracce, di cui 6 in italiano e 6 in inglese. Vengono inoltre registrate le versioni inglesi delle canzoni in Italiano, con l'obiettivo di pubblicare anche Different Ways fuori dall'Italia, progetto che però non vedrà la luce. Da agosto 2007 Paolo Dell'Olio (Paolino) sostituisce Matteo Malvica alla batteria.
Il primo singolo estratto dal nuovo disco è "Un'Altra Illusione"; la regia del video, che entra più volte nella top ten di Total Request Live, è affidata ancora a Stefano Bertelli.
I rapporti con la Virgin/EMI si fanno sempre più tesi, le divergenze tra gli obiettivi e le modalità di lavoro e promozione della band e quelli della casa discografica si fanno sempre più ampie; nella primavera del 2008 i The New Story prendono quindi la decisione di rescindere il contratto con l'etichetta.
L'ultimo video della band è "Solo Adesso"; questa volta la band si affida al talentuoso regista milanese DanXzen (Daniele Zennaro).
Il 5 luglio 2008 i The New Story suonano a Colico in occasione del campionato mondiale di Kite Surf; questo è l'ultimo concerto che vede protagonisti Fabio, Alex e Paolino, che poco tempo prima avevano deciso di abbandonare la band.
La band, ormai con una nuova formazione, annuncia che il concerto del 19 febbraio 2009 sarà l'ultimo.
Durante tutto il 2009 la band composta da Gabriele Dagrezio (Johnny), Daniele Pellicani (Imon), Fabio Rabbolini (Rabbo) e Roberto Carella (Robby) decide di non esibirsi molto dal vivo per dedicarsi alla scrittura di un nuovo album e verso fine anno viene diffuso in rete il primo singolo "Pain for us"; nuove sonorità e concezione musicale caratterizzano questo nuovo progetto che dal pop-punk-rock si presenta molto più alternative-rock.
Il 12 marzo 2011 i The New Story suonano a Legnano per un concerto-reunion con ricavato devoluto in beneficenza. Al concerto il gruppo si presenta con la formazione composta da Johnny, Fabio, Alex e Teo, si conclude qui l'avventura dei The New Story annunciando su Facebook lo scioglimento della band.

## Formazione
- Gabriele Dagrezio – voce, chitarra
- Alessandro De Meo – basso, voce
- Fabio Berlusconi – chitarra, voce
- Matteo Malvica – batteria

## Discografia

### Album in studio
- 2006 – Untold Stories
- 2007 – Different Ways

### EP
- 2007 – More Than Life
- 2007 – Un'altra illusione

### Apparizioni in compilation
- 2007 – Think Punk Vol. 1